# Daisy Chainsaw
Daisy Chainsaw waren eine britische Band aus London, die von 1989 bis 1995 agierte. 

## Geschichte
Die Musik von Daisy Chainsaw ist u. a. als Britpunk oder Mischung aus Punk und Gothic bezeichnet worden. In den sogenannten Szenekreisen erreichten sie hohe Aufmerksamkeit. Sowohl eine Einladung zu Top of the Pops als auch ein Angebot von Madonnas Label Maverick wurden aber abgelehnt. Nach mehreren Singles und EPs wurde 1992 auf One Little Indian Records das erste Album veröffentlicht. 1993 wurde der Platz am Mikrophon neu besetzt, 1995 wurden die Aktivitäten unter dem Namen "Daisy Chainsaw" beendet.

## Diskografie

### Alben
- 1992: Eleventeen (One Little Indian)
- 1994: For They Know Not What They Do (One Little Indian)

### Singles und EPs
- 1991: LoveSickPleasure (EP, Deva)
- 1991: LoveSickPleasure (Maxi-EP, Deva)
- 1992: Pink Flower (EP)
- 1992: Hope Your Dreams Come True (EP)
- 1992: Music for People Who Have No Friends (Single)
- 1995: You’re Gruesome (EP, Cheapskates)

## Nachgeschichten
- Dizzy Q Viper: Nach dem Ende von D.C. von Gray, Adams und Johnson gegründet.
- Vapid Dolly: Nachfolgeband von Dizzy Q Viper, plus Hanayo am Mikrophon.
- Queen Adreena und später Queenadreena: Von Gray und Garside Ende der 1990er gegründet.

## Zitate
- „To rearrange the deranged and entertain the estranged.“ (Aus dem Info zum ersten Album.)